# Калинівка (Яворівський район)
Кали́нівка (МФА: [kɐˈɫɪɲiu̯kɐ] ( прослухати)) — село в Україні, у Яворівській міській територіальній громаді Яворівського району Львівської області. Населення становить 466 осіб (2001). До 1960 р. село називалось Порудне (Порудно).

## Історія
Перша згадка про село — 1329 р.
В часи Речі Посполитої село якийсь час було королівщиною. За відомостями Владислава Лозінського, Андрій Лагодовський заволодів селом. Однак у 1650 році яворівський староста Ян Собеський вислав сюди відділ своїх гайдуків та шляхти, які, маючи з собою кілька гармат, змусили А. Лагодовського до втечі.
За даними на 1880 рік в селі нараховувалося 119 домогосподарств з мешканцям, з яких 71 були римо-католиками, 539 — греко-католиками, 13- юдеями, 2 — інших віровизнань. За національністю мешканцями були 74 поляки та 556 русини (українці).
В селі знаходяться два греко-католицькі храми. В колишньому присілку Калинівка у 1992 р. громада УГКЦ спорудила новий мурований хрещатий в плані одноверхий храм Святого Василія Великого. Адміністратор: о. Микола Добруцький (від 06.07.2021). 
Другий - церква Святої Великомучениці Параскевії П'ятниці. Найдавніші згадки про неї зустрічаються в документах 1511 р. Попередня дерев’яна церква була збудована коштом дідича Боровського у 1777 (1779) р. У 1904 р. на її місці постала нова дерев’яна три-зрубна одноверха церква, увінчана великою банею з ліхтарем і маківкою на восьмерику нави. У 1940-х pp. її обмурували цеглою. По другій світовій війні була зачиненою, але люди самі проводили відправи. Знаходиться під юрисдикцією - Львівська митрополія, Львівська архієпархія, Краковецький деканат. Адміністратор: о. Євген Кварціян 

## Галерея

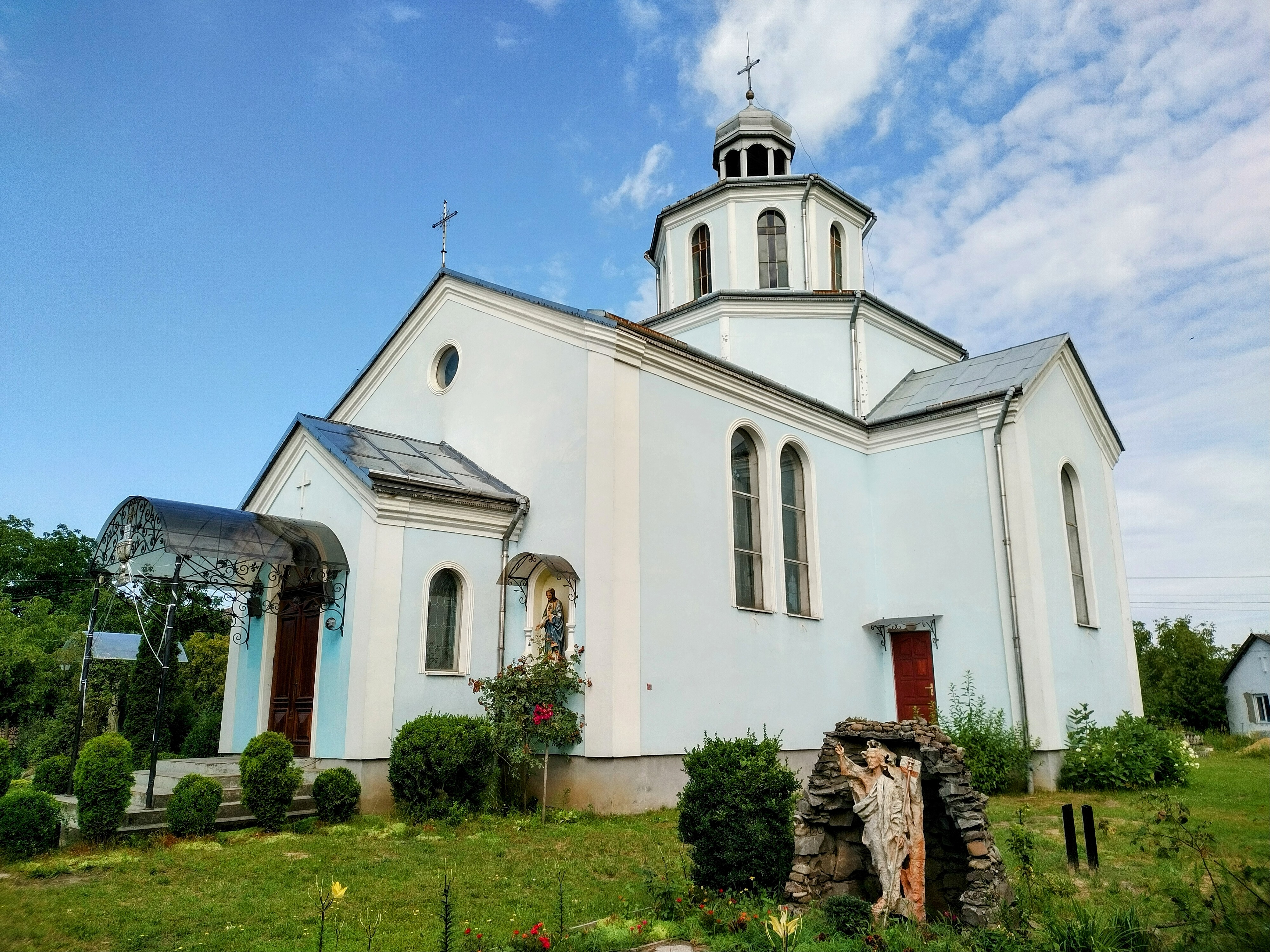
Церква Святої Великомучениці Параскевії П'ятниці
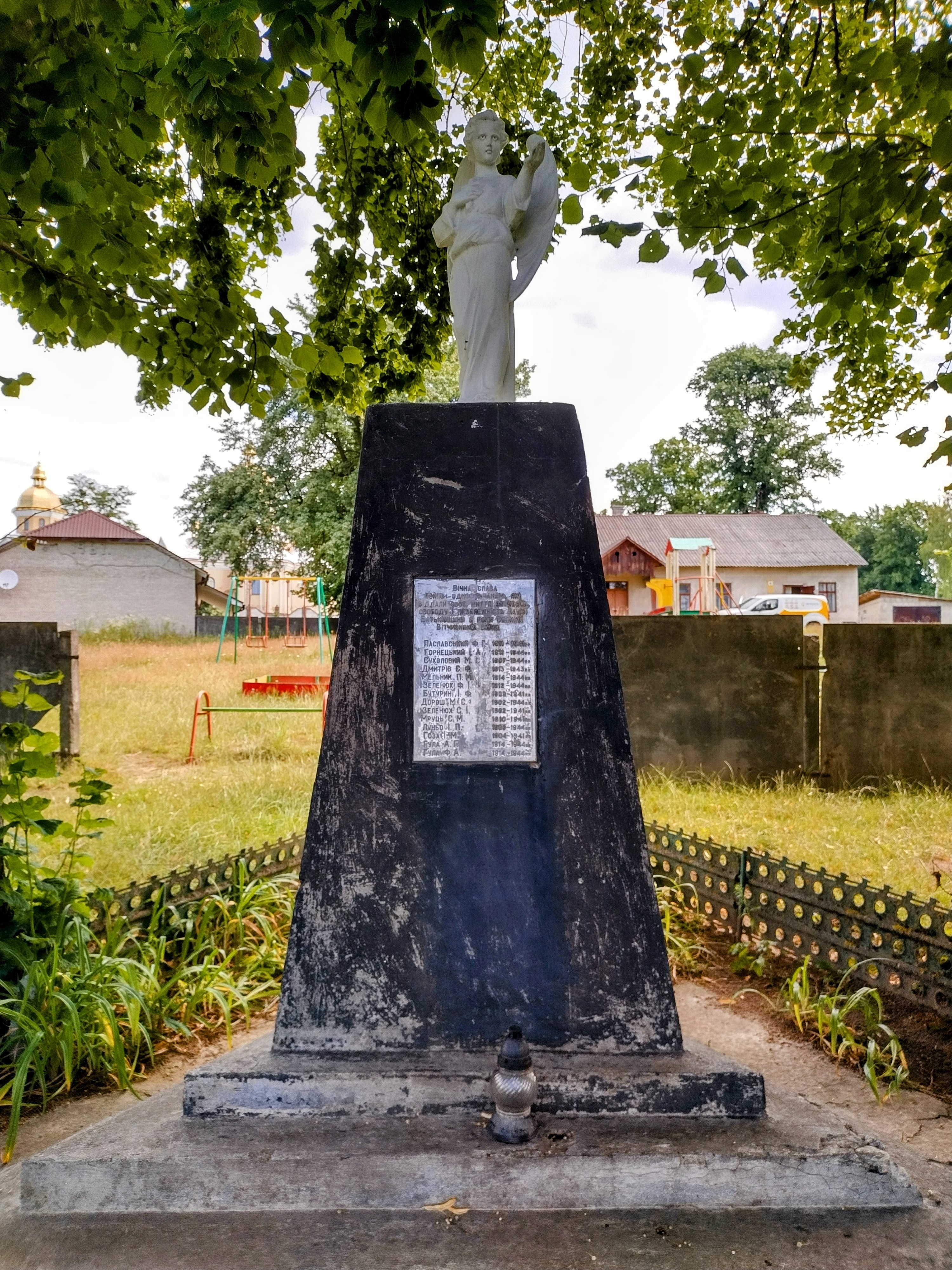
Пам'ятник загиблим односельчанам в роки Другої світової війни
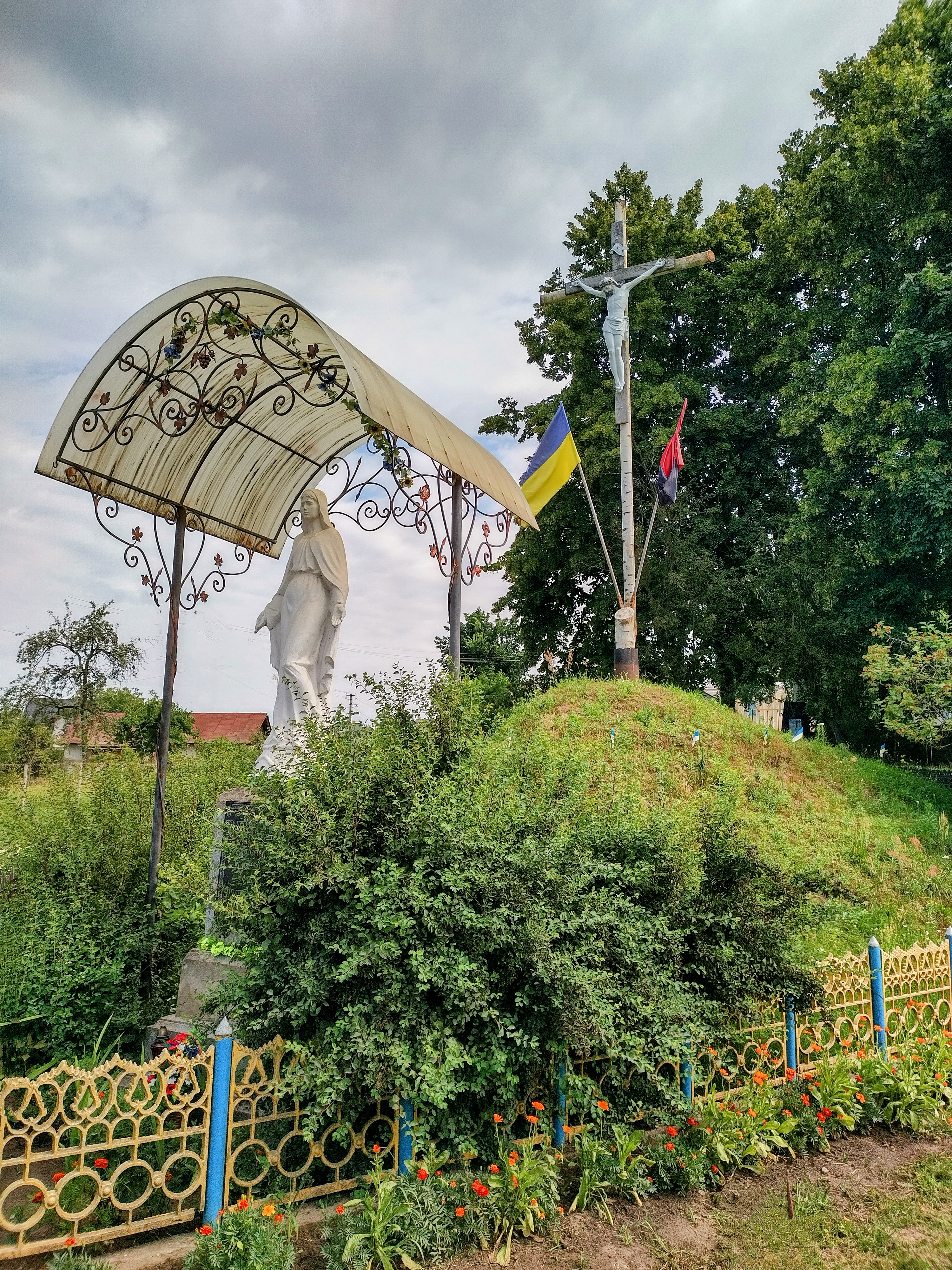
Пам'ятний знак на честь скасування панщини 1861 р.
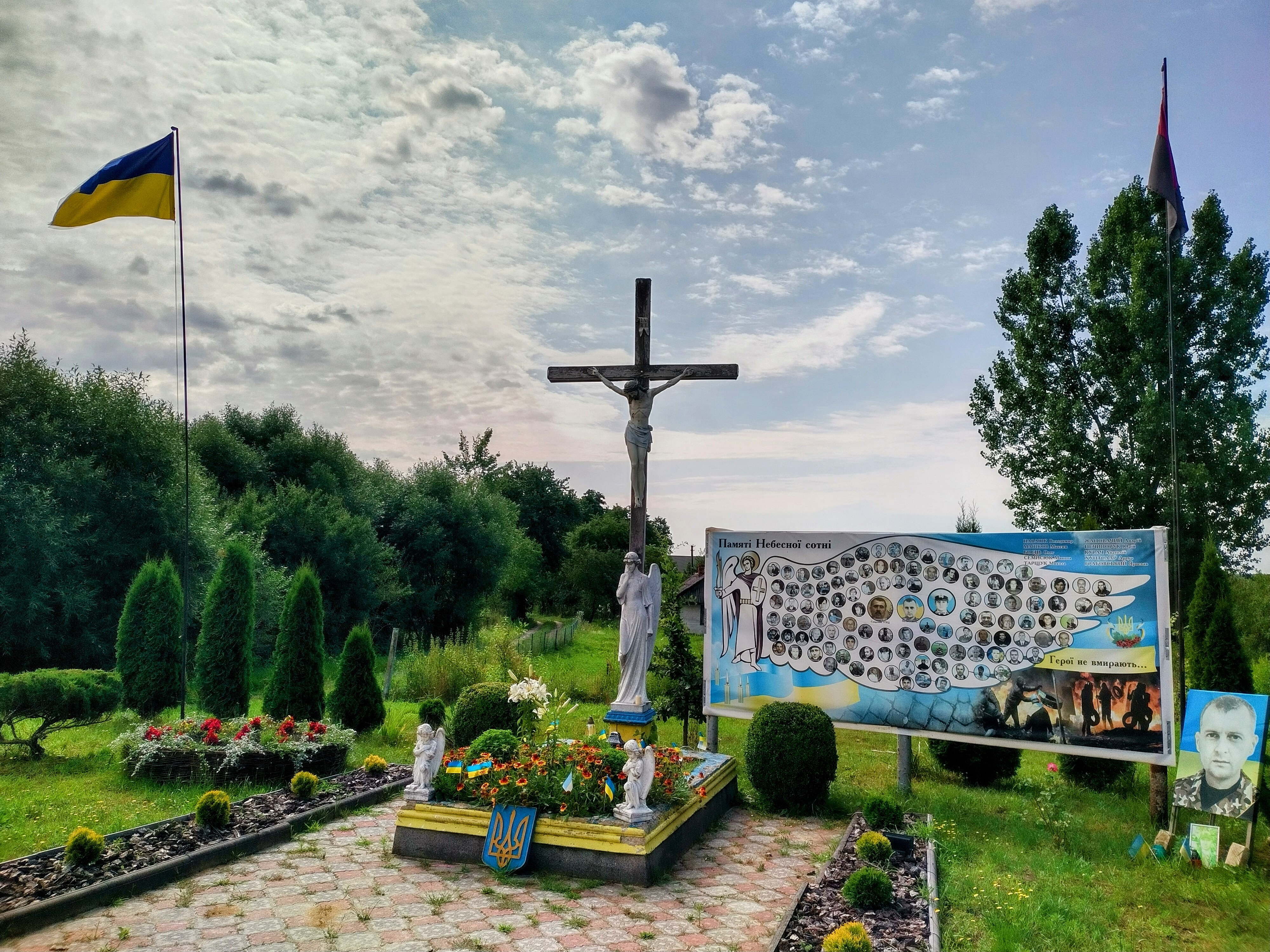
Меморіал "Небесна сотня"